# 湯川美波
湯川 美波（ゆかわ みわ、1980年3月2日 - ）は日本の女優。東京都出身。

## 人物
- 東京都豊島区在住。
- 特技は日本舞踊、殺陣、乗馬、クラシック唱方など。
- 舞台を年4〜5本のペースで出演してきたが、舞台に留まらない活動を展開。
- 夢は「後悔無く、良い人生だった。」と笑えるおばあちゃんになること。
- 好きな物はご近所の鼻の頭が黒い三毛猫。勝手に「焦げッパナ」と呼んで愛でる。
- 6時間以上休憩無しで歌い続ける。

## 主な出演作品

### 舞台
- 椿組『東京ウェポン〜真夏の決闘〜』（2002年）
- エルカンパニー『"MAKOTO"〜ゆく年くる年 Hello,X'mas〜』（2002年）
- DEAD STOCK UNION『リレイヤーIII』（2003年）
- ダメとアジア『SECHIGARA sweet home』（2004年）
- 空間アート協会ひかり『逸民』（2006年）
- レクラム舎『ベンチ3』（2007年）
- 演劇ユニットCHEMICAL STORE『GOOFY STANCE』（2007年）
- 空間アート協会ひかり『結婚披露宴』（2007年）
- 演劇集団ぺんぎん茶屋『手紙の中の風景』（2008年）
- 空間アート協会ひかり『骨王』（2009年）
- 演劇レーベルBo-tanz『AWAY TARGET』（2009年）
- unit 1+1=1『Chapter 1 映画原作を聴く』（2011年）

### ドラマ
- スカイガール1（CS765CH、2006年）